# Rychlobruslení na Zimních olympijských hrách 2022 – 5000 metrů ženy
Závod na 5000 metrů žen na Zimních olympijských hrách 2022 se konal v hale National Speed Skating Oval v Pekingu dne 10. února 2022.
Závod vyhrála v olympijském rekordu a rekordu dráhy Nizozemka Irene Schoutenová, která po prvenství na trati 3000 m získala v Pekingu druhou zlatou medaili, druhá skončila Kanaďanka Isabelle Weidemannová a třetí Češka Martina Sáblíková.

## Rekordy
Před závodem měly rekordy následující hodnoty:
| Světový rekord    | Natalja Voroninová   | 6:39,02 | Utah Olympic Oval, Salt Lake City | 15. února 2020 |
| Olympijský rekord | Claudia Pechsteinová | 6:46,91 | Utah Olympic Oval, Salt Lake City | 23. února 2002 |
| Rekord dráhy      | Čchen Siang-jü       | 7:28,04 |                                   | 8. dubna 2021  |

## Výsledky
| Pořadí           | Dvojice | Dráha | Jméno                    | Země          | Čas          | Ztráta |
| ---------------- | ------- | ----- | ------------------------ | ------------- | ------------ | ------ |
| Zlatá medaile    | 6       | I     | Irene Schoutenová        | Nizozemsko    | 6:43,51 (OR) | 0,00   |
| Stříbrná medaile | 5       | I     | Isabelle Weidemannová    | Kanada        | 6:48,18      | +4,67  |
| Bronzová medaile | 4       | I     | Martina Sáblíková        | Česko         | 6:50,09      | +6,58  |
| 4.               | 6       | O     | Francesca Lollobrigidová | Itálie        | 6:51,76      | +8,25  |
| 5.               | 5       | O     | Ragne Wiklundová         | Norsko        | 6:56,34      | +12,83 |
| 6.               | 3       | O     | Natalja Voroninová       | Sportovci ROV | 6:56,99      | +13,48 |
| 7.               | 3       | I     | Sanne in 't Hofová       | Nizozemsko    | 6:59,77      | +16,26 |
| 8.               | 4       | O     | Misaki Ošigiriová        | Japonsko      | 7:01,17      | +17,66 |
| 9.               | 1       | O     | Marina Zujevová          | Bělorusko     | 7:02,91      | +19,40 |
| 10.              | 1       | I     | Momoka Horikawová        | Japonsko      | 7:06,92      | +23,41 |
| 11.              | 2       | I     | Chan Mej                 | Čína          | 7:08,37      | +24,86 |
| 12.              | 2       | O     | Magdalena Czyszczońová   | Polsko        | 7:21,49      | +37,98 |

### Mezičasy medailistek
| Jméno                 | Země       | 200 m         | 600 m         | 1000 m          | 1400 m          | 1800 m          | 2200 m          | 2600 m          | 3000 m          | 3400 m          | 3800 m          | 4200 m          | 4600 m          | Cíl             |
| --------------------- | ---------- | ------------- | ------------- | --------------- | --------------- | --------------- | --------------- | --------------- | --------------- | --------------- | --------------- | --------------- | --------------- | --------------- |
| Irene Schoutenová     | Nizozemsko | 20,34 (+0,18) | 52,23 (+0,24) | 1:24,58 (+0,31) | 1:57,04 (+0,45) | 2:29,08 (+0,06) | 3:01,38 (0,00)  | 3:33,28 (0,00)  | 4:05,30 (0,00)  | 4:37,11 (0,00)  | 5:08,97 (0,00)  | 5:40,71 (0,00)  | 6:12,33 (0,00)  | 6:43,51 (0,00)  |
| Isabelle Weidemannová | Kanada     | 20,70 (+0,54) | 53,13 (+1,14) | 1:25,99 (+1,72) | 1:58,01 (+1,42) | 2:29,99 (+0,97) | 3:01,94 (+0,56) | 3:33,85 (+0,57) | 4:05,88 (+0,58) | 4:37,95 (+0,84) | 5:10,16 (+1,19) | 5:42,68 (+1,97) | 6:15,34 (+3,01) | 6:48,18 (+4,67) |
| Martina Sáblíková     | Česko      | 20,16 (0,00)  | 51,99 (0,00)  | 1:24,27 (0,00)  | 1:56,59 (0,00)  | 2:29,02 (0,00)  | 3:01,47 (+0,09) | 3:34,02 (+0,74) | 4:06,52 (+1,22) | 4:39,18 (+2,07) | 5:11,72 (+2,75) | 5:44,51 (+3,80) | 6:17,48 (+5,15) | 6:50,09 (+6,58) |